# Petra Vlhová

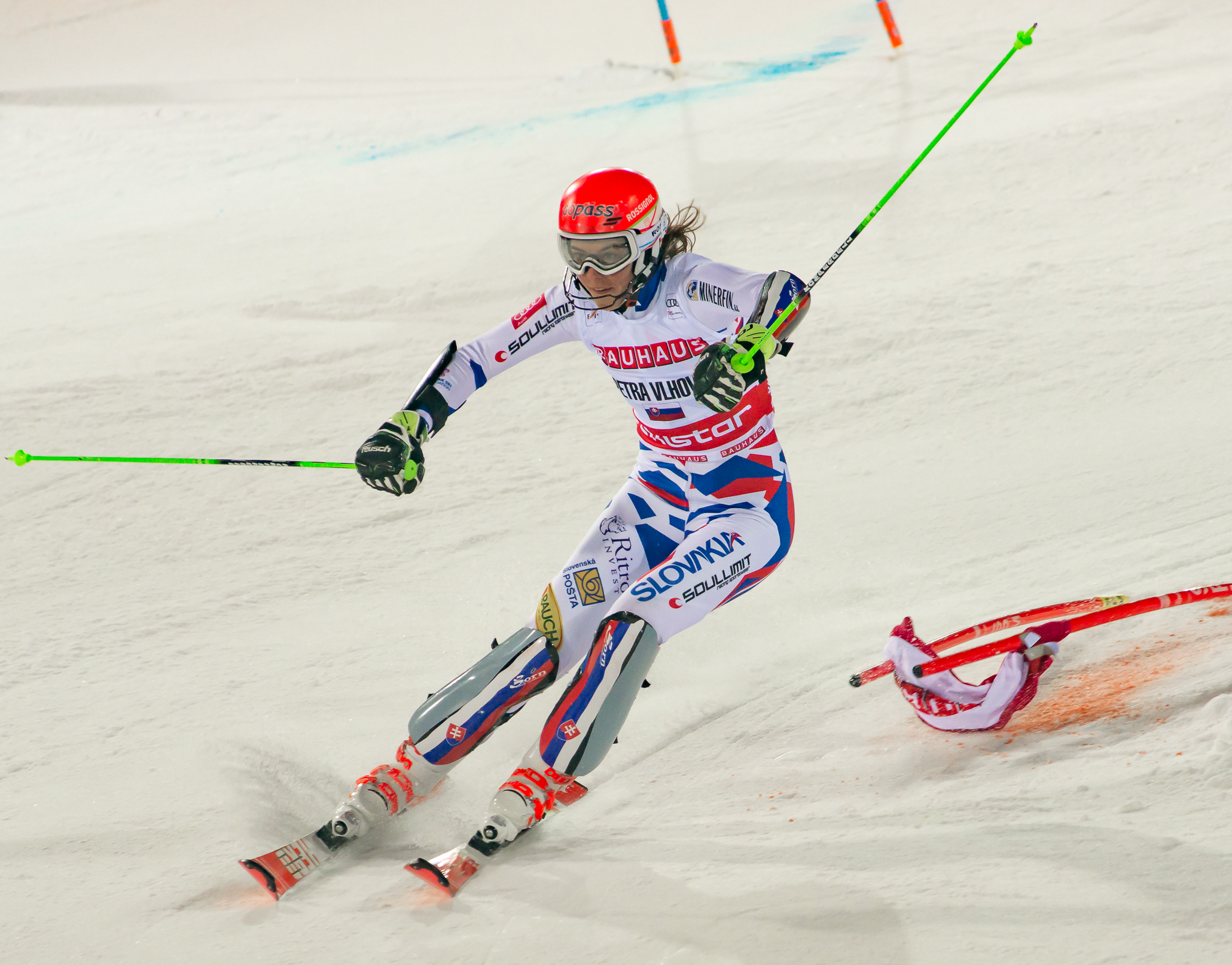
Petra Vlhová în 2018

Petra Vlhová (n. 13 iunie 1995, Liptovský Mikuláš, Districtul Liptovský Mikuláš, Slovacia) este o schioară slovacă ce participă la Cupa Mondială de Schi Alpin. Este specializată în probele tehnice: slalom și slalom uriaș.

## Carieră
Și-a făcut debutul la vârsta de 17 ani, în decembrie 2012 și primul podium la Cupa Mondială a venit trei ani mai târziu, în decembrie 2015, în cursa de slalom de la Åre, Suedia.
Vlhová a câștigat o medalie de aur în 2012 la Jocurile Olimpice de Tineret de iarnă și a reprezentat Slovacia la Jocurile Olimpice de iarnă din 2014 de la Soci, Rusia. A câștigat, de asemenea, aur în competiția de slalom la Campionatul Mondial de juniori la schi alpin de la Jasna, Slovacia.
În 2019 ea a câștigat medalia de aur la Campionatul Mondial de la Åre la slalom uriaș. La Jocurile Olimpice de iarnă din 2022 a câștigat medalia de aur la slalom.

## Rezultate Cupa Mondială

### Clasări pe sezoane
| Sezon | Vârsta | General | Slalom | Slalom uriaș | Super-G | Coborâre | Combinata |
| ----- | ------ | ------- | ------ | ------------ | ------- | -------- | --------- |
| 2013  | 17     | 91      | 41     | —            | —       | —        | —         |
| 2014  | 18     | —       | —      | —            | —       | —        | —         |
| 2015  | 19     | 81      | 34     | —            | —       | —        | —         |

### Clasări pe podium
- 1 victorii – (1 Slalom)
- 2 podium – (2 Slalom)

| Sezon | Dată        | Oraș           | Disciplină | Loc |
| ----- | ----------- | -------------- | ---------- | --- |
| 2016  | 13 dec 2015 | Åre, Suedia    | Slalom     | 1   |
| 2016  | 29 dec 2015 | Lienz, Austria | Slalom     | 3   |

## Rezultate Campionate Mondiale
| An   | Vârsta | Slalom | Slalom Uriaș | Super-G | Coborâre | Combinata |
| ---- | ------ | ------ | ------------ | ------- | -------- | --------- |
| 2013 | 17     | DNF    | —            | —       | —        | —         |
| 2015 | 19     | 44     | 30           | —       | —        | —         |

## Rezultate Jocuri Olimpice
| An   | Vârsta | Slalom | Slalom Uriaș | Super-G | Coborâre | Combinata |
| ---- | ------ | ------ | ------------ | ------- | -------- | --------- |
| 2014 | 18     | 19     | 24           | —       | —        | —         |